# Декстер (сезон 3)
Третий сезон сериала «Декстер», премьера которого состоялась 28 сентября 2008 года, а заключительная серия вышла 14 декабря 2008 года. «Отче наш», премьера сезона, привлекла 1.22 миллиона зрителей в США, сделав премьеру сезона с самым высоким рейтингом на Showtime с тех пор, как Nielsen Media Research начал составлять рейтинги в 2004 году. Финал сезона, «Берёшь ли ты Декстера Моргана?», привлёк 1.5 миллиона зрителей. Третий сезон в целом смотрели 1.1 миллиона зрителей в неделю. Он получил в основном положительные отзывы от критиков, которые хвалили его как: от «настоящее и захватывающее телевидение» в «San Francisco Chronicle», до «не хватает треска напряжения, которое драматический сериал предоставлял в предыдущем сезоне» в «Chicago Tribune»; сайт Metacritic дал эпизоду рейтинг 78 из 100 на основе 13 отзывов. Смитс и Холл получили номинации на премию «Эмми» за свои роли Мигеля Прадо и Декстера Моргана соответственно, в то время как шоу также получило номинацию за лучший драматический сериал.
В этом сезоне, Декстер убивает человека при самообороне и инициирует дружбу с его братом – помощником окружного прокурора Мигелем Прадо (Джимми Смитс). Тем временем, Рита узнаёт, что она беременна, а Дебра расследует убийства нового серийного убийцы, «Живодёра», в надежде получить повышение до детектива. В дополнение к Смитсу, третий сезон представляет двух новых персонажей: Десмонда Харрингтона в роли детектива Джои Куинна, который становится напарником Дебры, когда его переводят из отдела наркотиков в отдел убийств, и Энн Рэмзи в роли Эллен Вольф, адвоката-защитника, которую Мигель терпеть не может.

## В ролях

### В главных ролях
- Майкл Си Холл — Декстер Морган
- Джули Бенц — Рита Беннетт
- Дженнифер Карпентер — Дебра Морган
- Си Эс Ли — Винс Масука
- Лорен Велес — Мария ЛаГуэрта
- Дэвид Зейес — Анхель Батиста
- Джеймс Ремар — Гарри Морган

### Специально приглашённая звезда
- Джимми Смитс — Мигель Прадо

| - Десмонд Харрингтон — Джои Куинн - Дэвид Рэмси — Энтон Бриггс - Валери Крус — Сильвия Прадо - Кристин Даттило — Барбара Джианна - Джейсон Мануэль Оласабал — Рамон Прадо - Кристина Робинсон — Астор Беннетт - Престон Бэйли — Коди Беннетт - Джесси Боррего — Хорхе Ороско - Энн Рэмзи — Эллен Вольф - Лиза Лапира — Юки Амадо - Сейдж Киркпатрик — Лора Мозер - Марго Мартиндейл — Камилла Фигг - Тасия Шерел — Фрэнсис | - Марк Джон Джеффрис — Венделл Оуэнс - Джейн Маклин — Тэмми Окама - Винсент Пагано — Тоби Эдвардс - Джерри Затарейн — Марио Эсторга - Майк Эрвин — Фред "Фрибо" Боуман - Ник Эрмс — Оскар Прадо - Рэй Сантьяго — Хавьер Гарса - Джелли Хоуи — Тиган Кэмпбелл - Ларри Салливан — Итан Тёрнер - Блэйк Гиббонс — Клемзон Голт - Джефф Чейз — Билли Флитер |

## Эпизоды
| № общий | № в сезоне | Название                                                           | Режиссёр        | Автор сценария                                         | Дата премьеры    | Зрители в США (млн) |
| --- | ---------- | ------------------------------------------------------------------ | --------------- | ------------------------------------------------------ | ---------------- | ------------------- |
| 25 | 1          | «Отче наш» «Our Father»                                            | Кит Гордон      | Клайд Филлипс                                          | 28 сентября 2008 | 1,22                |
| Декстер охотится за убийцей-наркодилером Фредом «Фрибо» Боуэном (Майк Эрвин), но вместо этого убивает в его коттедже незнакомца, который оказывается братом Мигеля Прадо (Джимми Смитс), помощника окружного прокурора. К Дебре обращается Юки Амадо из отдела внутренних расследований с просьбой проследить за Куинном, её новым напарником. Куинн направляет Дебру к своему информатору Антону Бриггсу. В парке находят задушенную девушку со срезанным куском кожи. Декстер никому не говорит, что это девушка Фрибо. Рита понимает, что беременна. |            |                                                                    |                 |                                                        |                  |                     |
| 26 | 2          | «В поисках Фрибо» «Finding Freebo»                                 | Маркос Сиега    | Мелисса Розенберг                                      | 5 октября 2008   | 0,79                |
| Декстер продолжает поиски «Фрибо». перед Декстером и Ритой встаёт непростая задача: решить, что делать с их будущим ребёнком. |            |                                                                    |                 |                                                        |                  |                     |
| 27 | 3          | «Сегодня лев спит» «The Lion Sleeps Tonight»                       | Джон Дал        | Скотт Бак                                              | 12 октября 2008  | 1,07                |
| Декстер пытается убедить полицейских, что новый труп был убит не «Фрибо», а кем-то другим. В супермаркете Декстер видит, как к Астор пристаёт педофил. Теперь он должен принять решение, как ему поступить. |            |                                                                    |                 |                                                        |                  |                     |
| 28 | 4          | «Дела семейные» «All in the Family»                                | Кит Гордон      | Адам Э. Фиерро                                         | 19 октября 2008  | 0,86                |
| Декстер делает неудачное предложение Рите. Он просит Мигеля научить его, как правильно сделать предложение руки и сердца. Рамон пытается любыми способами разыскать убийцу своего брата. Тем временем ЛаГуэрта идёт на сделку с адвокатом и приносит показания, которые помогут Чики Хайнсу, посаженному Мигелем, выйти на свободу. |            |                                                                    |                 |                                                        |                  |                     |
| 29 | 5          | «Курс на Бимини» «Turning Biminese»                                | Маркос Сиега    | Тим Шлаттманн                                          | 26 октября 2008  | 1,00                |
| Рита предлагает Декстеру продать её дом и его квартиру, и купить дом побольше. Дебра чувствует, что с Антоном её сближает не только расследование. Полиция обнаружила третий труп «живодёра», на помощь в расследовании им присылают шерифа — Рамона Прадо. Мигель понял, кто такой Декстер на самом деле и предложил ему свою помощь. |            |                                                                    |                 |                                                        |                  |                     |
| 30 | 6          | «Да, я справлюсь» «Sí Se Puede»                                    | Эрнест Дикерсон | Чарльз Х. Эгли                                         | 2 ноября 2008    | 1,04                |
| Декстер и Мигель всё больше сближаются. Найден четвёртый труп «живодёра». Все трупы так или иначе связаны с «Фрибо». Дебра поняла, что убийца идёт по следам её расследования и подозревает, что маньяк, убивающий свидетелей — Рамон. Мигель помогает Декстеру подобраться к очередной жертве. |            |                                                                    |                 |                                                        |                  |                     |
| 31 | 7          | «Проще простого» «Easy as Pie»                                     | Стив Шилл       | Лорен Гуссис                                           | 9 ноября 2008    | 0,83                |
| Рамону предъявлены обвинения в похищении человека и пытках. Однако он не тот маньяк, который нужен полиции. Его отстраняют от расследования. Дебра предупреждает Антона, что его хотят использовать в качестве наживки для поимки «живодёра». Мигель предлагает Декстеру убить адвоката по делу Чики Хайнса — Эллен Вульф. Камилла просит Декстера об эвтаназии. Декстеру придётся сделать непростой выбор. |            |                                                                    |                 |                                                        |                  |                     |
| 32 | 8          | «Ущерб, который может причинить человек» «The Damage a Man Can Do» | Маркос Сиега    | Скотт Бак                                              | 16 ноября 2008   | 0,96                |
| Дружба Декстера и Мигеля крепнет, опасно крепнет, крепнет настолько, что Мигель изъявляет желание совершить следующее убийство самостоятельно. |            |                                                                    |                 |                                                        |                  |                     |
| 33 | 9          | «О последней ночи» «About Last Night»                              | Тим Хантер      | Сюжет: Скотт Рейнольдс Телесценарий: Мелисса Розенберг | 23 ноября 2008   | 1,13                |
| Декстер узнает, что Мигель задумал действовать в одиночку и совершил собственное убийство. |            |                                                                    |                 |                                                        |                  |                     |
| 34 | 10         | «Иди своей дорогой» «Go Your Own Way»                              | Джон Дал        | Тим Шлаттманн                                          | 30 ноября 2008   | 1,34                |
| Декстеру нужно преимущество над Мигелем, и он его находит — кольцо Эллен Вульф, взятое в качестве трофея. |            |                                                                    |                 |                                                        |                  |                     |
| 35 | 11         | «Мне снился сон» «I Had a Dream»                                   | Маркос Сиега    | Чарльз Х. Эгли и Лорен Гуссис                          | 7 декабря 2008   | 1,34                |
| Декстер знает, что Мария подозревает Мигеля в убийстве Эллен Вульф. Он должен что-то сделать, пока Мигель не занялся Марией. |            |                                                                    |                 |                                                        |                  |                     |
| 36 | 12         | «Берёшь ли ты Декстера Моргана?» «Do You Take Dexter Morgan?»      | Кит Гордон      | Скотт Бак                                              | 14 декабря 2008  | 1,51                |
| День свадьбы приближается, а Декстер все ещё не разобрался с Рамоном. «Живодёр» все ещё на свободе и Декстер — его следующая жертва. |            |                                                                    |                 |                                                        |                  |                     |